# Lavotchkin-Gorbunov-Goudkov LaGG-3
O Lavochkin-Gorbunov-Goudnov LaGG-3 (em russo: Лавочкин-Горбунов-Гудков ЛаГГ-3) foi um caça soviético da Segunda Guerra Mundial.
Caça de combate, monoplano, monoposto e monomotor, sendo da mesma geração do MiG-3 e do Yak-1, mas tendo revestimento em chapas de madeira compensada, que barateava o projecto além de dar-lhe melhor isolamento térmico. Foi a evolução do LaGG-1, e era um dos mais modernos aviões disponíveis na Força Aérea Soviética no momento da invasão alemã em 1941. Apesar da boa velocidade que o colocava em pé de igualdade com as versões inicias do Messerschmitt Bf-109 alemão, e de ser bem armado (uma de suas versões usava um canhão automático de 37mm num arranjo parecido ao do P-39 norte-americano), o motor do LaGG-3 não demonstrou-se confiável, pois superaquecia rapidamente ao acelerar, tinha também um curto alcance operacional.
Todas as versões podiam transportar uma bomba de 50 ou de 100kg sob cada asa, mas as versões que usavam armamento defensivo mais leve, podiam ao invés das duas bombas, usar foguetes do tipo RS-82 (3 unidades sob cada asa), tipo de foguete testado com sucesso em outros caças soviéticos da época , como o I-16 "Ishak". As versões mais simples usavam uma metralhadora pesada de 20mm  montada no cubo da hélice, e apoiada por outra metralhadora média de 12,7mm sincronizada sobre o lado esquerdo do chassi do motor. A versão que usava o canhão de 37mm, o tinha armado no lugar da arma de 20mm, mas conservava a metralhadora de 12,7mm. Em qualquer versão, ambas as armas levavam pouca munição. Houve também uma série biposta, destinada à treinamento, com as poltronas em tandem.
As limitações de desempenho e sobretudo o superaquecimento do motor não eram bem vistas num caça revestido por madeira compensada. Após o LaGG-3, os demais caças com motores a pistão do escritório de planejamento de Lavochkin passaram a ser projectados com motores radiais, refrigerados a ar e resistentes a aceleração em altitudes maiores. Ainda durante a Segunda Guerra Mundial, o LaGG-3 foi substituído na linha de frente pelo La-5, que era basicamente um LaGG-3 com um motor radial mais resistente e mais potente.
|  |  |

## Operadores
Finlândia  : A Força Aérea Finlandesa utilizou 3 aeronaves capturadas.
 Japão  : A Força Aérea Imperial Japonesa utilizou uma aeronave capturada para evacuação.
 União Soviética : Força Aérea Soviética